# حب في الظلام (فلم)
حب في الظلام فيلم مصري تم إنتاجه عام 1953، إخراج حسن الإمام، وبطولة فاتن حمامة وعماد حمدي وفريد شوقي.

## تمثيل
- فاتن حمامة
- عماد حمدي
- فريد شوقي
- نجمة إبراهيم
- عبد الوارث عسر
- هاجر حمدي
- فاخر فاخر
- ثريا سالم
- أمينة رزق
- حسين رياض
- محمود شكوكو

## روابط خارجية
- مقالات تستعمل روابط فنية بلا صلة مع ويكي بيانات